# ブラケット多項式
ブラケット多項式（ブラケットたこうしき、英: bracket polynomial）とは、位相幾何学の一分野である結び目理論において、結び目または絡み目の射影図に対して定義される、負冪を許す1変数多項式である。ブラケット多項式自体は絡み目不変量ではないが、その径間は絡み目不変量となり、またブラケット多項式を利用して不変量であるジョーンズ多項式を定義することもできる。ブラケット多項式はカウフマン括弧式といわれることもあるが、カウフマン多項式とは異なる。

## 定義
絡み目の射影図 L に対するブラケット多項式を <L> で表すこととする。
ブラケット多項式は、以下の3つのルールにより帰納的に定義される（多項式の変数は Aとする）。

自明な結び目の自明な射影図。

- ルール1

{\displaystyle \langle \bigcirc \rangle =1\,}
ここで○とは、自明な結び目の自明な射影図（右図のように交点が1つも無い射影図）のことを指す。
- ルール2

この式において、絡み目の射影図のうち円周外の部分は全て一致しており、円周内の部分のみが上図のように異なっているものとする。
- ルール3

{\displaystyle \langle L\cup \bigcirc \rangle =(-A^{2}-A^{-2})\langle L\rangle \,}
ここで左辺は射影図 L と自明な結び目の自明な射影図の分離和である。
以上の3つのルールによっていかなる絡み目の射影図でもブラケット多項式を計算することができる。
まず、ルール1とルール3を使えば、k成分の自明な絡み目の自明な射影図（交点が1つも無い射影図）のブラケット多項式は
{\displaystyle \langle \overbrace {\bigcirc \cup \bigcirc \cup \cdots \cup \bigcirc } ^{k}\rangle =(-A^{2}-A^{-2})^{k-1}\,}
となることが成分数 k に関する数学的帰納法によって示せる。
続いて n 個の交点を持つ射影図のブラケット多項式は、ルール2を使えば n-1 個の交点の射影図のブラケット多項式から計算できる。これを何度も繰り返せば、交点が1つも無い射影図のブラケット多項式から目的の多項式が計算できることになるが、交点が1つも無い射影図（自明な絡み目の自明な射影図）のブラケット多項式は計算できることをすでに確認したから、任意の射影図のブラケット多項式が計算できることが分かる。
ルール2を適用して交点を1つ減らすたびに、計算しなければならない多項式の数は2倍になるので、n 個の交点を持つ射影図のブラケット多項式を算出するためには、2n 個の自明な射影図に対して多項式を計算しなければならないことになる。

## 性質

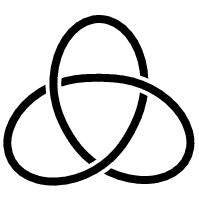
三葉結び目のこの射影図のブラケット多項式は、< K >=である。

絡み目の射影図に対して定義されるブラケット多項式は、絡み目の不変量ではない。つまり同じ絡み目の異なる2つの射影図でもブラケット多項式が一致するとは限らない。ライデマイスターの定理によると、2つの絡み目が等しいことは、その射影図がライデマイスター移動と呼ばれる3種類の射影図の局所変形と平面上での同位変形の有限回の繰り返しにより、互いに移りあうことと同値である。ブラケット多項式の場合、ライデマイスター移動IIとIIIを施しても多項式は変化しないが、ライデマイスター移動Iを施すと多項式全体に -A3 がかかったり外れたりしてしまうため、不変量にならないのである。しかし、ブラケットの多項式の径間を考えると、これは絡み目の不変量になる。
また、ライデマイスター移動Iだけによってブラケット多項式がかわってしまうことに注目し、同様にライデマイスター移動Iによってのみ値が変化するひねり数という概念を組み合わせて変化を打ち消すことによって絡み目の多項式不変量をつくることができる（ブラケット多項式による定義を参照）。
連結な既約交代射影図のブラケット多項式の径間は、その射影図の交点数の4倍に等しいという性質がある。例えば右図の三葉結び目の射影図は連結な既約交代射影図となっているが、そのブラケット多項式は < K > = {\displaystyle A^{7}-A^{3}-A^{-5}} であり、その径間を計算すると 7 - (-5) = 12 となる。これは射影図の交点数3の4倍となっている。